# Pseudosphinx obscura
Pseudosphinx obscura är en fjärilsart som beskrevs av Butler 1877. Pseudosphinx obscura ingår i släktet Pseudosphinx och familjen svärmare. Inga underarter finns listade.